# Onitis chalceus
Onitis chalceus là một loài bọ cánh cứng trong họ Bọ hung (Scarabaeidae).